# العلاقات الليبيرية الهندوراسية
العلاقات الليبيرية الهندوراسية هي العلاقات الثنائية التي تجمع بين ليبيريا وهندوراس.

## مقارنة بين البلدين
هذه مقارنة عامة ومرجعية للدولتين:
| وجه المقارنة                                              | ليبيريا      | هندوراس          |
| --------------------------------------------------------- | ------------ | ---------------- |
| المساحة (كم2)                                             | 111.37 ألف   | 112.49 ألف       |
| عدد السكان (نسمة)                                         | 4.73 مليون   | 9.27 مليون       |
| الكثافة السكانية (ن./كم²)                                 | 42.47        | 82.41            |
| العاصمة                                                   | مونروفيا     | تيغوسيغالبا      |
| اللغة الرسمية                                             | لغة إنجليزية | اللغة الإسبانية  |
| العملة                                                    | دولار ليبيري | لمبيرة هندوراسية |
| الناتج المحلي الإجمالي (بليون دولار)                      | 2.16 مليار   | 22.98 مليار      |
| الناتج المحلي الإجمالي (تعادل القوة الشرائية) بليون دولار | 3.76 مليار   | 41.14 مليار      |
| الناتج المحلي الإجمالي الاسمي للفرد دولار أمريكي          | 455          | 2.53 ألف         |
| الناتج المحلي الإجمالي للفرد دولار أمريكي                 | 842          | 4.91 ألف         |
| مؤشر التنمية البشرية                                      | 0.430        | 0.606            |
| رمز المكالمات الدولي                                      | +231         | +504             |
| رمز الإنترنت                                              | .lr          | .hn              |
| المنطقة الزمنية                                           | 00           | 00               |

## منظمات دولية مشتركة
يشترك البلدان في عضوية مجموعة من المنظمات الدولية، منها:
| علم المنظمة | اسم المنظمة                               | تاريخ انضمام ليبيريا | تاريخ انضمام هندوراس |
| ----------- | ----------------------------------------- | -------------------- | -------------------- |
|             | مؤسسة التنمية الدولية                     | 28 مارس 1962         | 23 ديسمبر 1960       |
|             | مؤسسة التمويل الدولية                     | 28 مارس 1962         | 20 يوليو 1956        |
|             | منظمة حظر الأسلحة الكيميائية              | ?                    | ?                    |
|             | الأمم المتحدة                             | 2 نوفمبر 1945        | 17 ديسمبر 1945       |
|             | الاتحاد الدولي للاتصالات                  | 10 أكتوبر 1927       | 27 أكتوبر 1925       |
|             | منظمة الشرطة الجنائية الدولية             | ?                    | ?                    |
|             | البنك الدولي للإنشاء والتعمير             | 28 مارس 1962         | 27 ديسمبر 1945       |
|             | الاتحاد البريدي العالمي                   | ?                    | ?                    |
|             | المركز الدولي لتسوية المنازعات الاستشارية | 16 يوليو 1970        | 16 مارس 1989         |
|             | وكالة ضمان الاستثمار متعدد الأطراف        | 12 أبريل 2007        | 30 يونيو 1992        |
|             | يونسكو                                    | 6 مارس 1947          | 16 ديسمبر 1947       |

## وصلات خارجية
- موقع وزارة الخارجية الليبيرية
- موقع وزارة الخارجية الهندوراسية